# Charles Campbell (futbolista)
Charles Campbell (1854 - abril de 1927) fou un futbolista escocès de la dècada de 1880. També jugà al famós club amateur Corinthians. Fou internacional amb la selecció d'Escòcia entre 1874 i 1886. Defensà els colors de Queen's Park.